# Cử tạ tại Đại hội Thể thao châu Á 2014
Cử tạ tại Đại hội Thể thao châu Á 2014 được tổ chức tại Incheon, Hàn Quốc từ ngày 20 đến ngày 26 tháng 9 năm 2014 có bảy loại trọng lượng cho nữ và tám loại cho nam. Tất cả cạnh tranh đã diễn ra tại địa điểm cử tạ Moonlight Garden Festival.

## Huy chương

### Nam
| Event   | Vàng                            | Bạc                                | Đồng                                         |
| ------- | ------------------------------- | ---------------------------------- | -------------------------------------------- |
| 56 kg   | Om Yun-Chol · CHDCND Triều Tiên | Thạch Kim Tuấn · Việt Nam          | Ngô Kính Biểu · Trung Quốc                   |
| 62 kg   | Kim Un-Guk · CHDCND Triều Tiên  | Trần Lệ Quân · Trung Quốc          | Eko Yuli Irawan · Indonesia                  |
| 69 kg   | Lâm Khánh Phong · Trung Quốc    | Kim Myong-Hyok · CHDCND Triều Tiên | Karrat Mohammed Jawad Mohammed Kadhum · Iraq |
| 77 kg   | Lô Tiểu Quân · Trung Quốc       | Kim Kwang-Song · CHDCND Triều Tiên | Chatuphum Chinnawong · Thái Lan              |
| 85 kg   | Thiên Đào · Trung Quốc          | Kianoush Rostami · Iran            | Ulugbek Alimov · Uzbekistan                  |
| 94 kg   | Lưu Hạo · Trung Quốc            | Almas Uteshov · Kazakhstan         | Lee Chang-Ho · Hàn Quốc                      |
| 105 kg  | Dương Chiết · Trung Quốc        | Kim Min-Jae · Hàn Quốc             | Sardorbek Dusmurotov · Uzbekistan            |
| +105 kg | Behdad Salimi · Iran            | Ái Vũ Nam · Trung Quốc             | Chen Shih-chieh · Đài Bắc Trung Hoa          |

### Nữ
| Event  | Vàng                               | Bạc                               | Đồng                               |
| ------ | ---------------------------------- | --------------------------------- | ---------------------------------- |
| 48 kg  | Margarita Yelisseyeva · Kazakhstan | Sri Wahyuni Agustiani · Indonesia | Mahliyo Togoeva · Uzbekistan       |
| 53 kg  | Hsu Shu-ching · Đài Bắc Trung Hoa  | Zulfiya Chinshanlo · Kazakhstan   | Trương Vạn Quỳnh · Trung Quốc      |
| 58 kg  | Ri Jong-Hwa · CHDCND Triều Tiên    | Wang Shuai · Trung Quốc           | Rattikan Gulnoi · Thái Lan         |
| 63 kg  | Lin Tzu-chi · Đài Bắc Trung Hoa    | Đặng Vỹ · Trung Quốc              | Jo Pok-Hyang · CHDCND Triều Tiên   |
| 69 kg  | Tưởng Yên Mai · Trung Quốc         | Ryo Un-Hui · CHDCND Triều Tiên    | Huang Shih-hsu · Đài Bắc Trung Hoa |
| 75 kg  | Kim Un-Ju · CHDCND Triều Tiên      | Khang Nhạc · Trung Quốc           | Rim Jong-Sim · CHDCND Triều Tiên   |
| +75 kg | Châu Lộ Lộ · Trung Quốc            | Mariya Grabovetskaya · Kazakhstan | Chitchanok Pulsabsakul · Thái Lan  |

## Bảng huy chương
| 1         | Trung Quốc (CHN)        | 7  | 5  | 2  | 14 |
| 2         | CHDCND Triều Tiên (PRK) | 4  | 3  | 2  | 9  |
| 3         | Đài Bắc Trung Hoa (TPE) | 2  | 0  | 2  | 4  |
| 4         | Kazakhstan (KAZ)        | 1  | 3  | 0  | 4  |
| 5         | Iran (IRI)              | 1  | 1  | 0  | 2  |
| 6         | Indonesia (INA)         | 0  | 1  | 1  | 2  |
| 6         | Hàn Quốc (KOR)          | 0  | 1  | 1  | 2  |
| 8         | Việt Nam (VIE)          | 0  | 1  | 0  | 1  |
| 9         | Thái Lan (THA)          | 0  | 0  | 3  | 3  |
| 9         | Uzbekistan (UZB)        | 0  | 0  | 3  | 3  |
| 11        | Iraq (IRQ)              | 0  | 0  | 1  | 1  |
| Tổng cộng | Tổng cộng               | 15 | 15 | 15 | 45 |

## Quốc gia tham dự
Tổng số 213 vận động viên từ 34 quốc gia thi đấu trong cử tạ tại Đại hội Thể thao châu Á 2014:
- Afghanistan (1)
- Bangladesh (10)
- Trung Quốc (15)
- Hồng Kông (1)
- Indonesia (10)
- Ấn Độ (7)
- Iran (7)
- Iraq (5)
- Jordan (2)
- Nhật Bản (15)
- Kazakhstan (15)
- Kyrgyzstan (3)
- Hàn Quốc (15)
- Ả Rập Xê Út (8)
- Kuwait (4)
- Malaysia (1)
- Mông Cổ (8)
- Myanmar (2)
- Nepal (4)
- Pakistan (4)
- Philippines (1)
- Palestine (2)
- CHDCND Triều Tiên (12)
- Qatar (3)
- Sri Lanka (1)
- Syria (6)
- Thái Lan (13)
- Tajikistan (2)
- Turkmenistan (8)
- Đông Timor (1)
- Đài Bắc Trung Hoa (11)
- Uzbekistan (8)
- Việt Nam (4)
- Yemen (2)